# Jim Lang
James Volker Langknecht (22 de noviembre de 1950), más conocido con su nombre artístico de Jim Lang, es un compositor estadounidense. Es conocido por componer la música de la serie de Nickelodeon Hey Arnold! (1996-2004), su largometraje, ¡Oye, Arnold!: La película (2002), y la película para televisión, Hey, Arnold!: La película de la jungla (2017).
En 2001, Lang fue nominado a un premio Annie por Logro Individual Destacado por una Canción en una Producción Animada por la canción principal de Lloyd del Espacio. En 2004, recibió un premio ASCAP a la mejor serie de televisión por Hey Arnold!.

## Composición y obras

### Cine
| Año  | Título                           | Director                                      | Notas                                |
| ---- | -------------------------------- | --------------------------------------------- | ------------------------------------ |
| 1990 | Love or Money                    | Todd Hallowell                                |                                      |
| 1993 | Postcards                        | Craig Bartlett                                |                                      |
| 1994 | In the Mouth of Madness          | John Carpenter                                |                                      |
| 2000 | Pedestrian                       | Jason Kartalian                               |                                      |
| 2002 | Hey Arnold! The Movie            | Tuck Tucker                                   | Basada en la serie homónima animada. |
| 2005 | Piggy Banks                      | Morgan J. Freeman                             |                                      |
| 2006 | El Mascarado Massacre            | Jesse Baget                                   |                                      |
| 2008 | The Caretaker                    | Bryce Olson                                   |                                      |
| 2008 | Unstable Fables: 3 Pigs & a Baby | Howard E. Baker y Arish Fyzee                 | Película animada                     |
| 2011 | Fred & Vinnie                    | Steve Skrovan                                 |                                      |
| 2011 | Cellmates                        | Jesse Baget                                   |                                      |
| 2011 | Guido                            | Colin Campbell                                |                                      |
| 2017 | Charlotte                        | Colin Campbell, John Edward Lee y Calvin Main | Película animada                     |
| 2017 | Ready Jet Go! Back to Bortron 7  | Craig Bartlett                                |                                      |
| 2017 | Hey Arnold!: The Jungle Movie    | Craig Bartlett                                | Película animada                     |
| 2021 | Followers                        | Marcus Harben                                 |                                      |

### TV
| Año       | Producción       | Título                                               | Director                                         | Notas                                      |
| --------- | ---------------- | ---------------------------------------------------- | ------------------------------------------------ | ------------------------------------------ |
| 1991      | Película de TV   | The Letters from Moab                                | Mark Krenzien                                    |                                            |
| 1992      | Corto TV         | World Song                                           | Larry Sulkis                                     |                                            |
| 1993      | Película de TV   | Body Bags                                            | John Carpenter, Tobe Hooper y Larry Sulkis       |                                            |
| 1994      | Corto TV         | Hey Arnold!: 24 Hours to Live                        | Craig Bartlett                                   | Capítulo piloto de serie homónima animada. |
| 1996-2004 | Serie animada TV | Hey Arnold!                                          | Craig Bartlett, Steve Viksten y Joe Ansolabehere |                                            |
| 1998      | Corto TV         | When I Was a Boy                                     | Isabelle Fox                                     |                                            |
| 2001-2004 | Serie animada TV | Lloyd del Espacio                                    | Paul Germain y Joe Ansolabehere                  |                                            |
| 2004      | Corto TV         | Party Wagon                                          | Craig Bartlett y Tuck Tucker                     |                                            |
| 2006      | Corto TV         | End of a Dog                                         | John Morgan                                      |                                            |
| 2008      | Video            | Unstable Fables: Tortoise vs. Hare                   | Howard E. Baker y Arish Fyzee                    |                                            |
| 2008      | Video            | Unstable Fables: The Goldilocks and the 3 Bears Show | Howard E. Baker y Arish Fyzee                    |                                            |
| 2008      | Documental tv    | Preacher's Sons                                      | Celia Roebuck Reed                               |                                            |
| 2009-2020 | Serie animada TV | Dinotren                                             | Craig Bartlett                                   |                                            |
| 2010      | Corto tv         | The Garden                                           | Tony Mitchell                                    |                                            |
| 2010      | Corto documental | Spirit of America                                    | Greg Lombardo                                    |                                            |
| 2010      | Corto documental | Overture                                             | Greg Lombardo                                    |                                            |
| 2010      | Corto            | Dollface                                             | Colin Campbell                                   |                                            |
| 2010      | Corto            | Girl at the Door                                     | Colin Campbell                                   |                                            |
| 2018      | Corto            | Tiny Little Life                                     | George Basil                                     |                                            |
| 2014-act. | Serie            | He Don't Got Game                                    | Jason Safir y Justin Shenkarow                   |                                            |
| 2016-act. | Serie            | Ready Jet Go!                                        | Craig Bartlett                                   | Serie animada                              |

## Premios y candidaturas
| Año  | Premio       | Categoría                  | Trabajo nominado  | Resultado | Nota |
| ---- | ------------ | -------------------------- | ----------------- | --------- | ---- |
| 2001 | Premio Annie | Logro Individual Destacado | Lloyd del espacio | Nominado  |      |
| 2004 | Premio ASCAP | mejor serie de televisión  | Hey Arnold!       | Ganador   |      |